# Muhammad Husayn Haykal

Muhammad Husayn Haykal

Muhammad Husayn Haykal, în arabă: محمد حسين هيكل, (n. 20 august 1888 - d. 8 decembrie 1956) a fost un scriitor, jurnalist, critic literar și om politic egiptean.
A fost fondator al romanului modern în literatura egipteană.
În scrierile sale, a analizat viața socială și situația țărănimii.

## Scrieri
- 1914: Zainab (زينب), cel mai valoros roman al său, considerat primul roman modern egiptean, în care sunt analizate sufletul țărănesc și tablouri din viața rurală
- 1933: Revoluția literaturii ("Taurat al-adab")
- 1933: Viața lui Muhammad
- 1956: Așa a fost ea creată ("Hākaḍā huliqat"), roman de introspecție a sufletului feminin.
- 1964: Imperiul Islamic și locurile sfinte"
- 1967: Scurte Povești Egiptene